# Harrison G. O. Blake

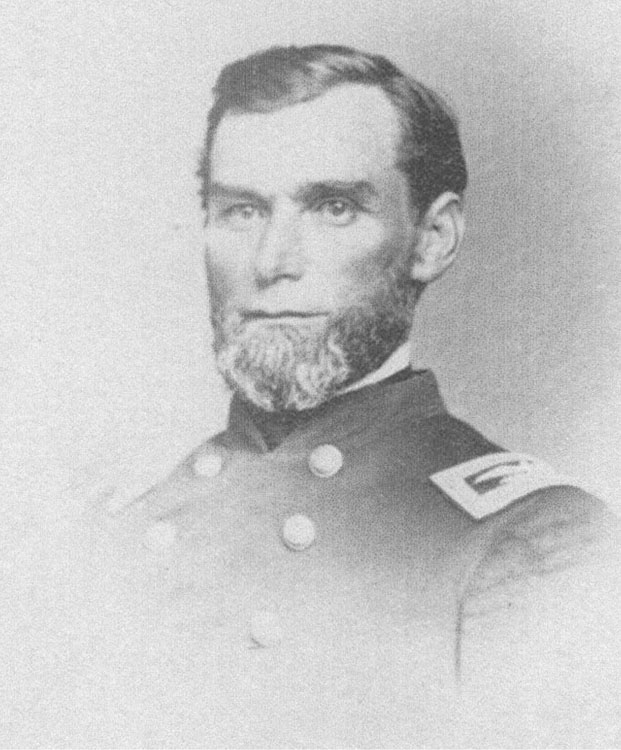
Harrison G. O. Blake

Harrison Gray Otis Blake (* 17. März 1818 in Newfane, Vermont; † 16. April 1876 in Medina, Ohio) war ein US-amerikanischer Politiker. Zwischen 1859 und 1863 vertrat er den Bundesstaat Ohio im US-Repräsentantenhaus.

## Leben
Harrison Blake zog zunächst nach Salem im Staat New York. Im Jahr 1830 kam er nach Guilford in Ohio. Er besuchte die öffentlichen Schulen seiner jeweiligen Heimat. Anschließend studierte er Medizin. 1836 ließ er sich in Medina nieder, wo er im Handel arbeitete. Nach einem gleichzeitigen Jurastudium und seiner Zulassung als Rechtsanwalt begann er dort in diesem Beruf zu arbeiten. Gleichzeitig schlug er auch eine politische Laufbahn ein. In den Jahren 1846 und 1847 saß er als Abgeordneter im Repräsentantenhaus von Ohio; von 1848 bis 1849 war er Mitglied und Präsident des Staatssenats. In den 1850er Jahren schloss er sich der Republikanischen Partei an.
Nach dem Tod des Abgeordneten Cyrus Spink wurde Blake bei der fälligen Nachwahl für den 14. Sitz von Ohio als dessen Nachfolger in das US-Repräsentantenhaus in Washington, D.C. gewählt, wo er am 11. Oktober 1859 sein neues Mandat antrat. Nach einer Wiederwahl konnte er bis zum 3. März 1863 im Kongress verbleiben. Diese Zeit war ab 1861 von den Ereignissen des Bürgerkrieges geprägt. Im Jahr 1862 verzichtete Blake auf eine weitere Kandidatur.
Seit dem Jahr 1864 nahm er als Oberst im Heer der Union aktiv am Bürgerkrieg teil. Dabei war er in der Bundeshauptstadt Washington stationiert, wo er zu den Verteidigern der Stadt gehörte, falls diese vom Heer der Konföderation angegriffen werden sollte. Nach dem Krieg lehnte er die ihm angetragene Stelle des Gouverneurs im Idaho-Territorium ab. Er praktizierte wieder als Anwalt, war aber auch im Bankgewerbe und im Handel tätig. Im August 1866 nahm er als Delegierter an der National Union Convention in Philadelphia teil. Harrison Blake starb am 16. April 1876 in Medina, wo er auch beigesetzt wurde.